# Journal of Biological Chemistry
A Journal of Biological Chemistry (abreviada como JBC) é uma revista científica publicada pela American Society for Biochemistry and Molecular Biology. Em 2006, a revista celebrou os cem anos de publicação. Publica investigações na área da bioquímica e biologia molecular, em formato papel e também online, numa base semanal. O editor é Herbert tabor (2007). Todos os seus artigos estão disponíveis gratuitamente na versão online. O seu factor de impacto, em 2014, tinha um valor de 4.573. Em 2005, JBC foi a revista científica que recebeu o maior número total de citações.
A revista foi fundada em 1905 por John Jacob Abel e Christian Archibald Herter, que foram também os primeiros editores.